# Fontana dello Zodiaco (Terni)
La fontana dello Zodiaco si trova in piazza Tacito a Terni, di cui rappresenta uno dei monumenti simbolici.

## Storia e descrizione

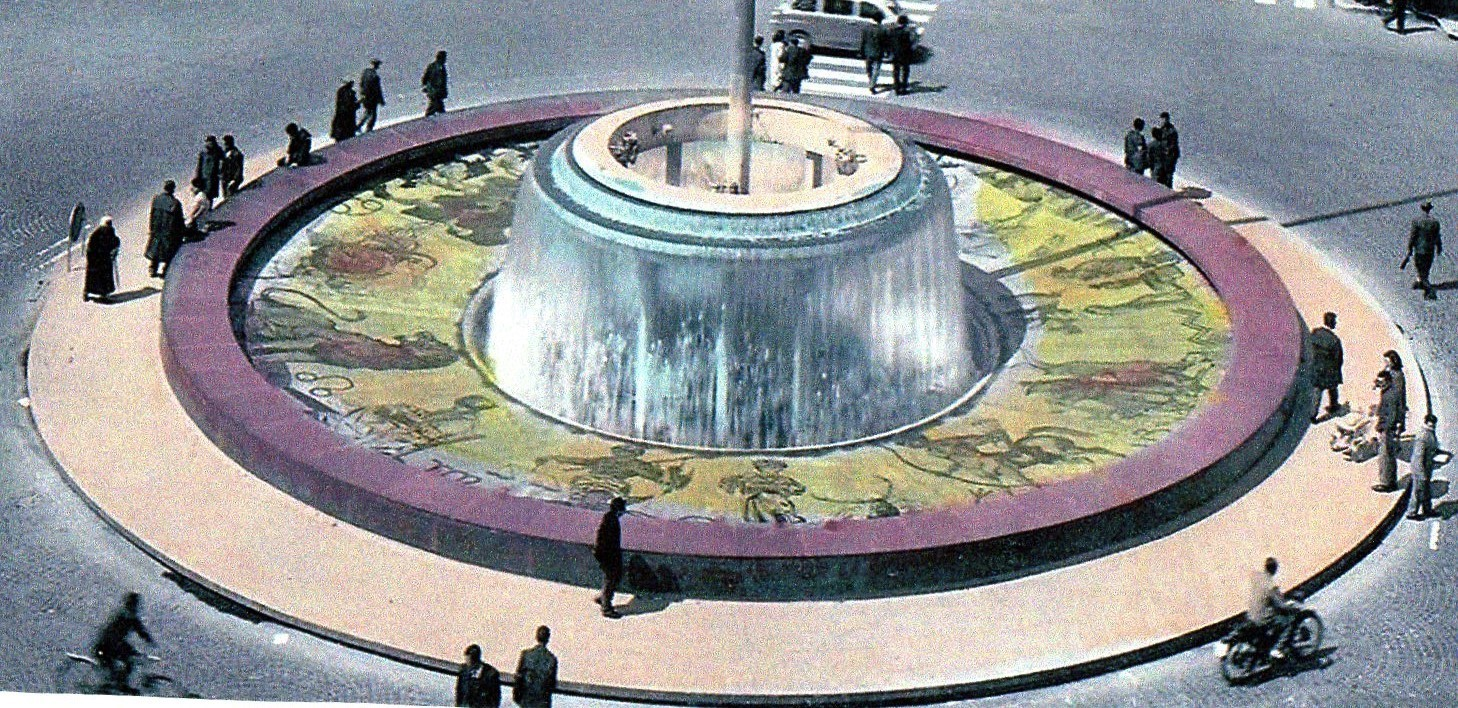
La fontana nel 1975

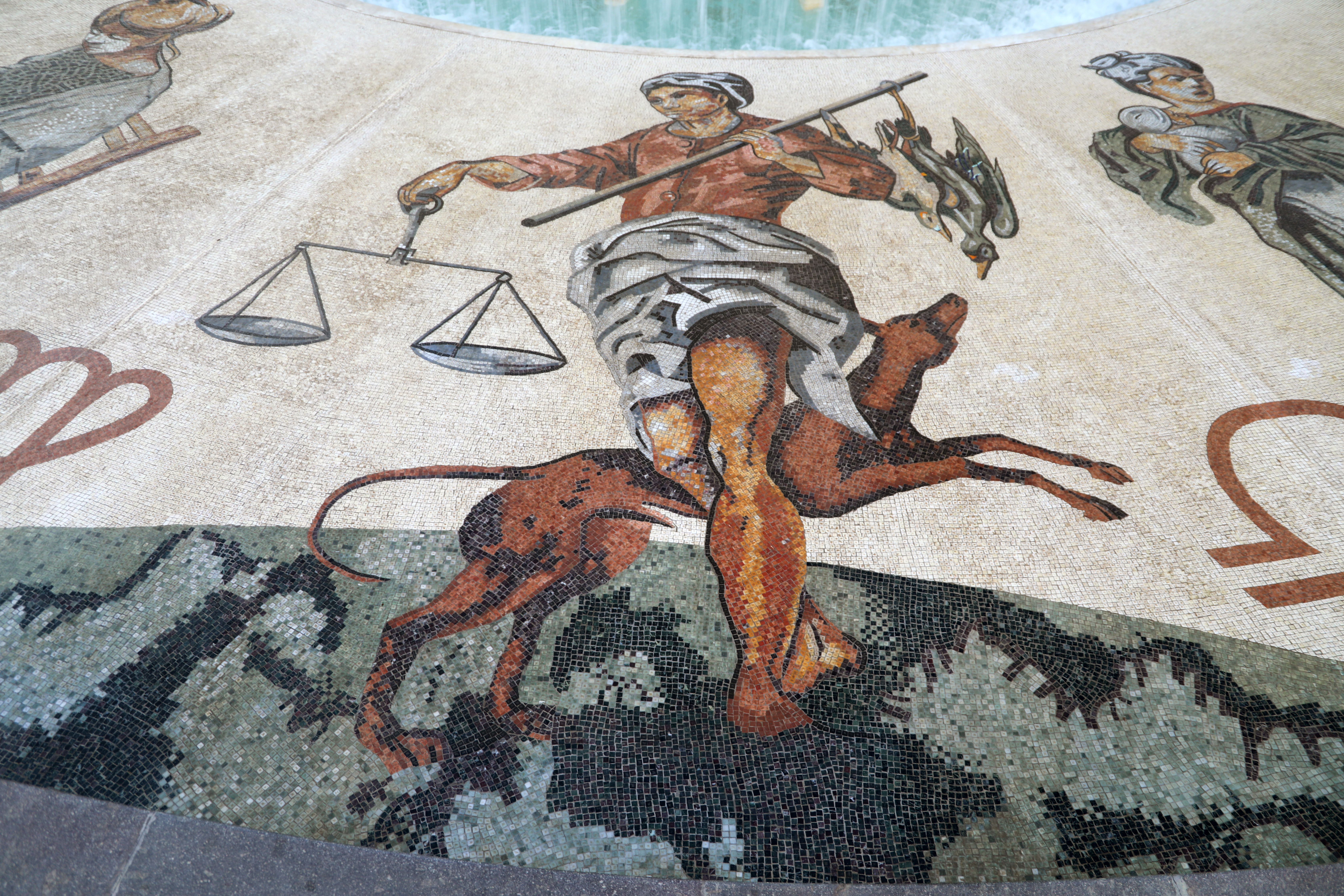
Bilancia
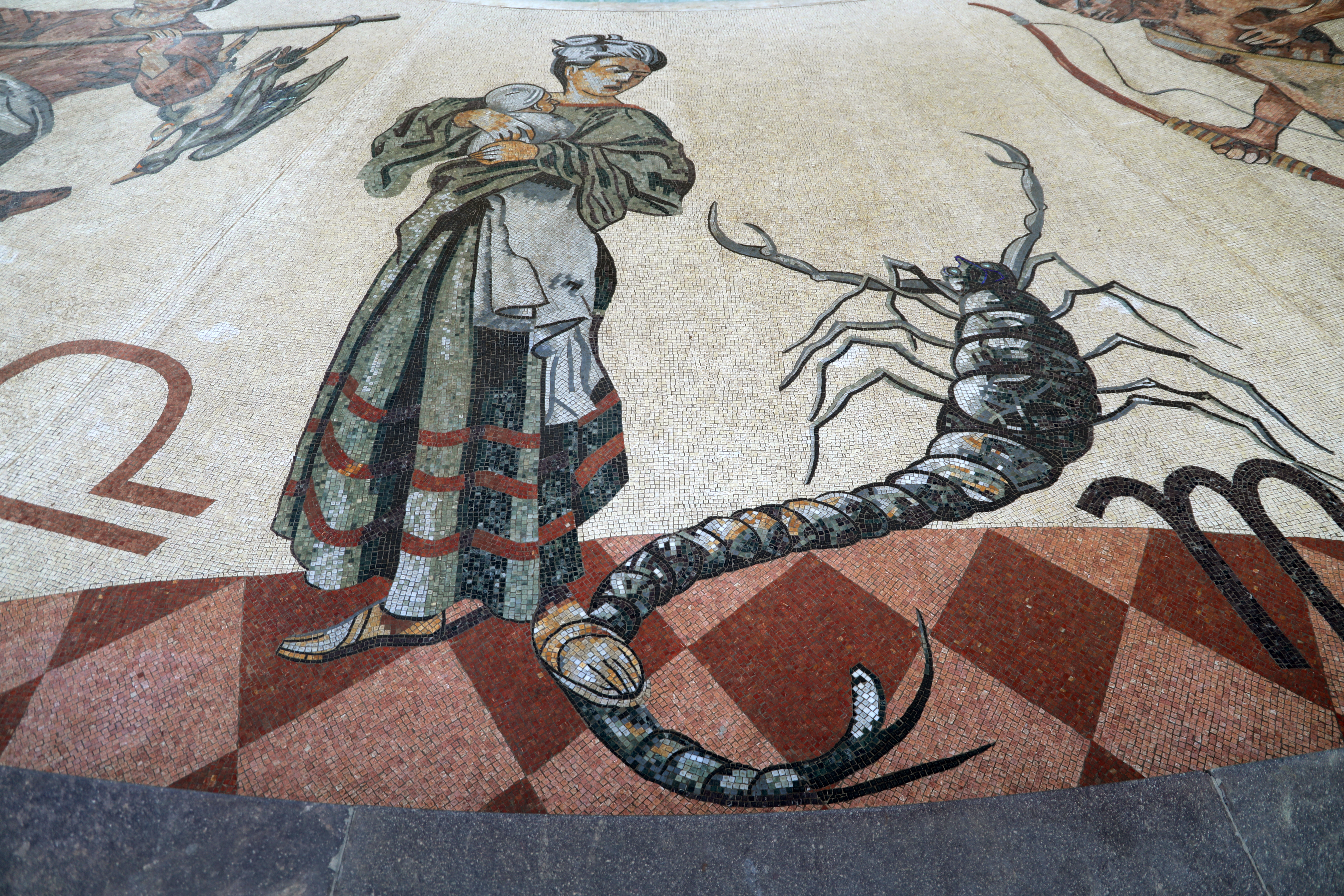
Scorpione
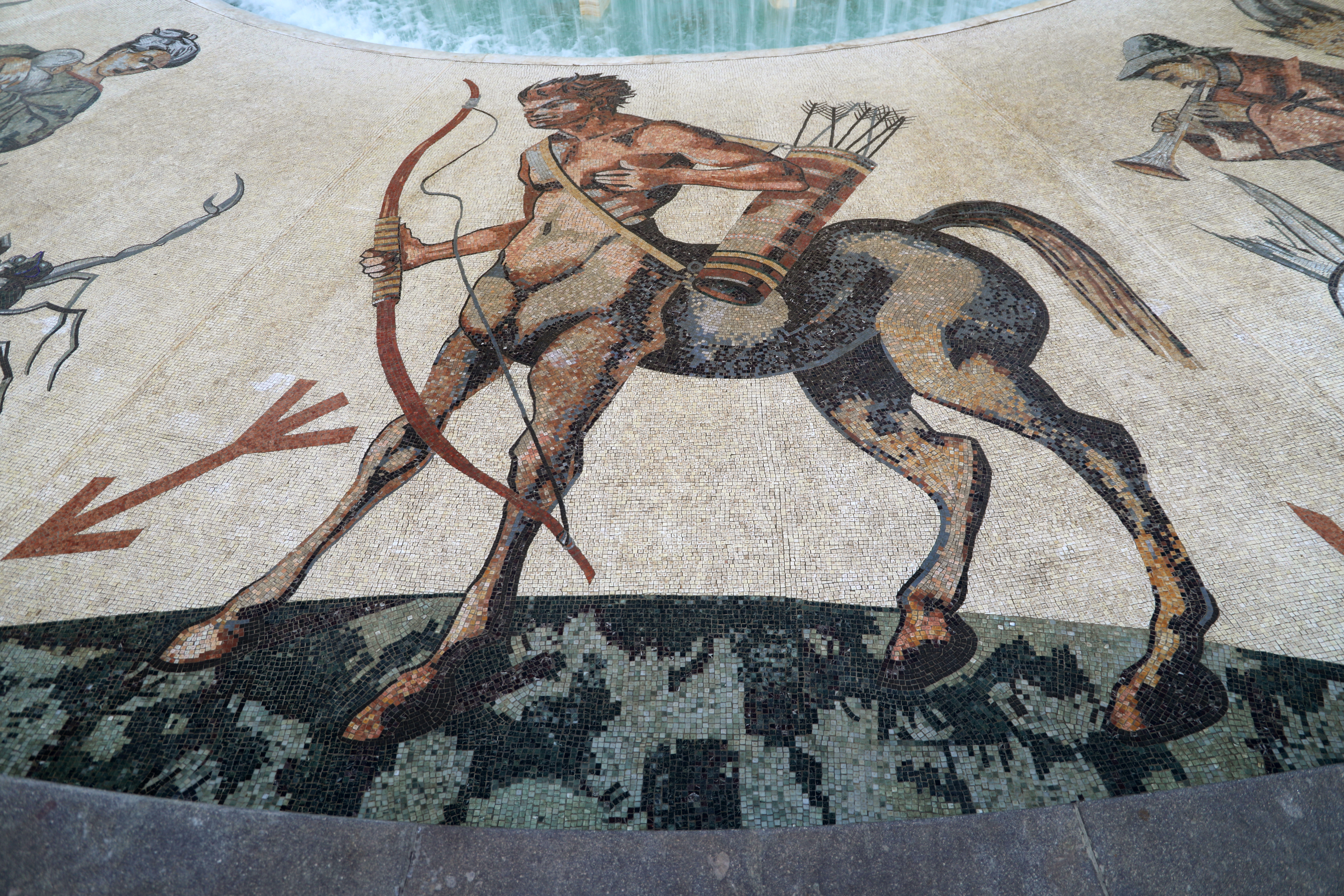
Sagittario
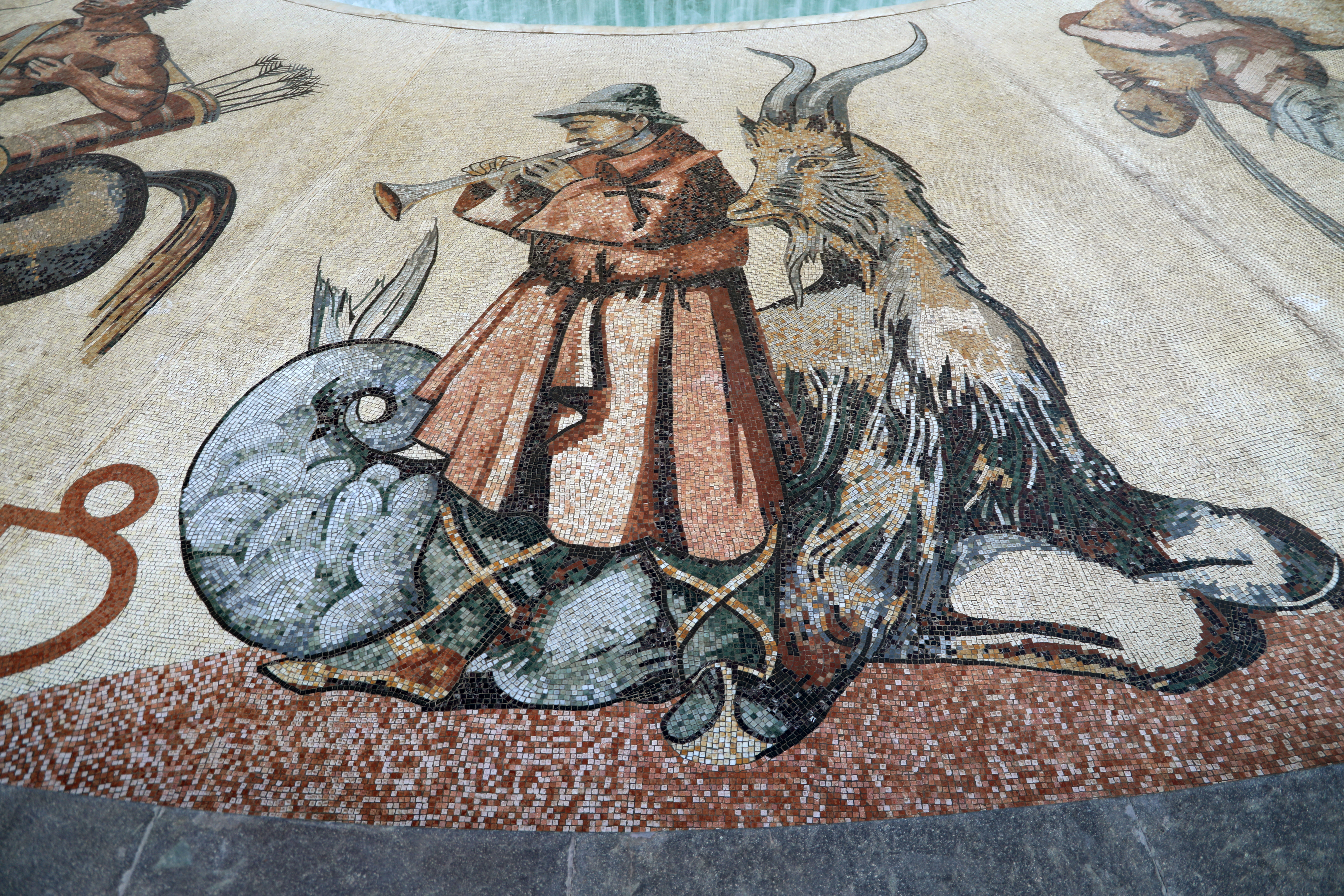
Capricorno
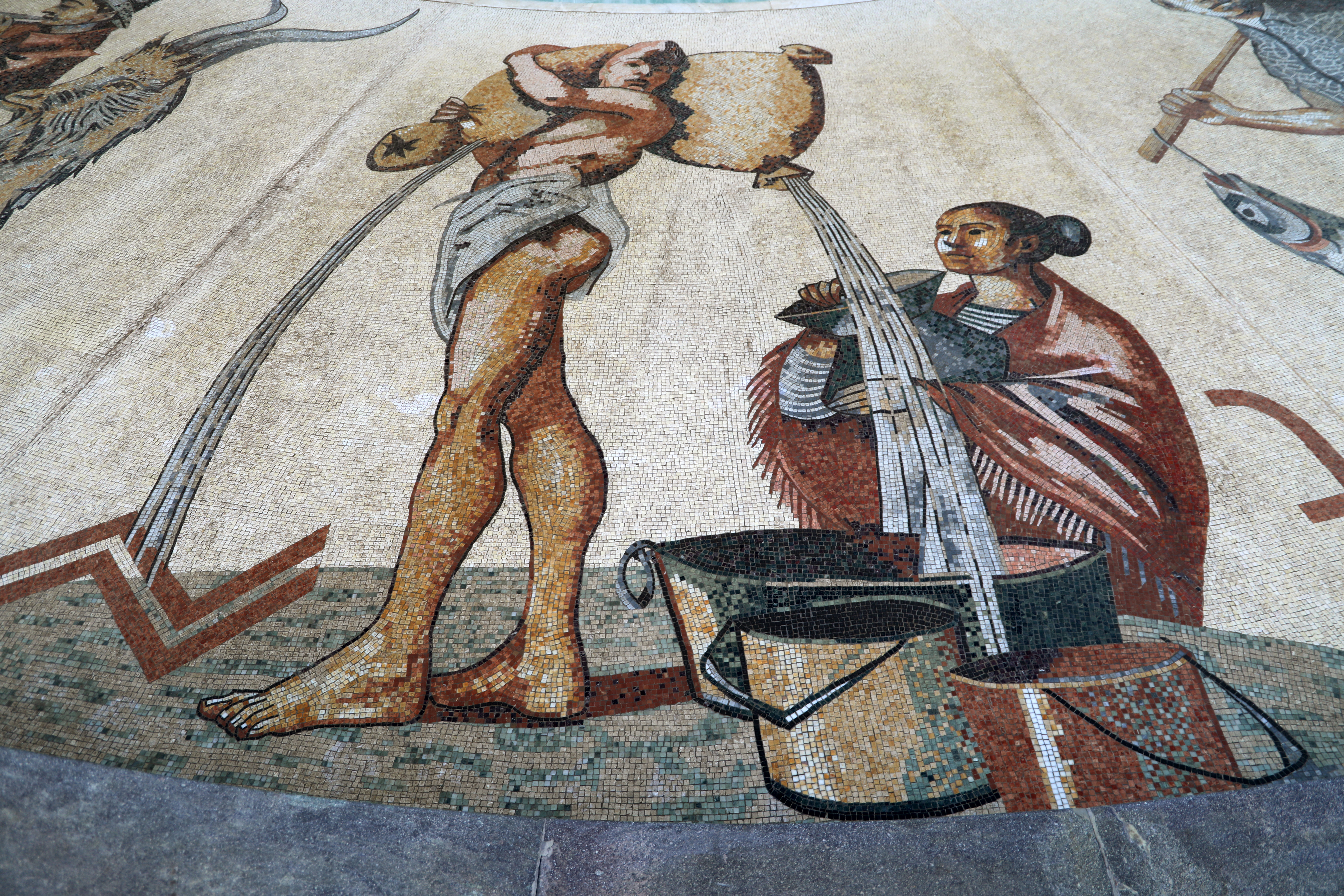
Acquario
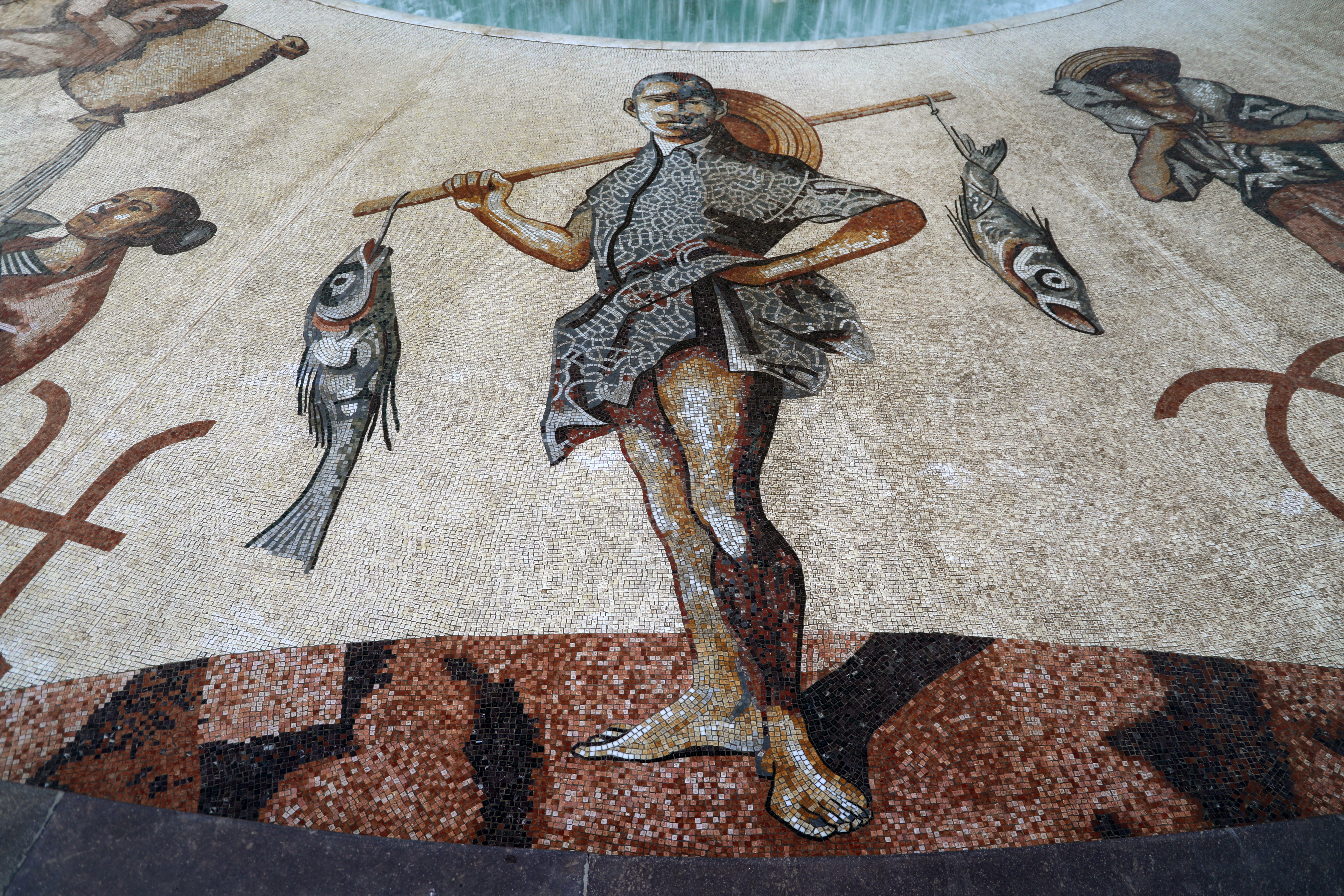
Pesci

Realizzata tra il 1932 e il 1936 su progetto degli architetti Mario Fagiolo e  Mario Ridolfi, secondo il linguaggio del Razionalismo italiano allora in voga; le decorazioni policrome in vetro veneziano, coni segni dello zodiaco, sono state eseguite dall'artista anconetano Corrado Cagli, uno dei più significativi esponenti del movimento artistico Novecento.
Mario Ridolfi e Mario Fagiolo nel 1932 vinsero il concorso per la costruzione di una monumentale fontana in piazza Tacito, centro della città umbra. Utilizzarono il porfido rosso per il bordo della vasca circolare (19,90 metri) e la pavimentazione, l'acciaio inossidabile di Terni per lo stelo o pennone, il granito grigio e il marmo di Carrara per gli altri elementi.
Corrado Cagli, invece, disegnò nel 1934 i cartoni preparatori con i dodici segni zodiacali e le allegorie sui mestieri, cui si basò la vetreria Salviati di Venezia per la creazione dei mosaici vivacemente colorati (soprattutto nelle tonalità del rosso, arancione e giallo) che saranno posizionati nel grande catino inferiore. Il 21 aprile 1936 l'opera era terminata.
Terni, importante polo industriale, subì pesanti bombardamenti da parte degli aerei inglesi il 14 ottobre 1943: la fontana risultò gravemente danneggiata. Dopo la fine del conflitto mondiale si pensò subito alla sua ristrutturazione e lo stesso Corrado Cagli ripropose i temi originari e ridisegnò i segni zodiacali impiegando, però, il mosaico tipico dell'antica Roma: il 24 giugno 1961 il monumento era pronto.
Con il trascorrere degli anni, tuttavia, la manutenzione errata e altri problemi causarono un forte degrado dell'opera con lo sbiadimento dei colori e l'alterazione dei materiali adoperati, e si rese necessaria la pianificazione di un primo importante restauro, avvenuto tra il giugno 1994 ed il marzo 1995. Nonostante ciò, a causa di svariati incidenti che hanno colpito la fontana nei primi anni 2010, si rese necessario un ulteriore restauro. I lavori presero il via il 16 luglio 2013, terminando otto anni dopo; la fontana fu infatti restituita alla città il 29 dicembre 2021.

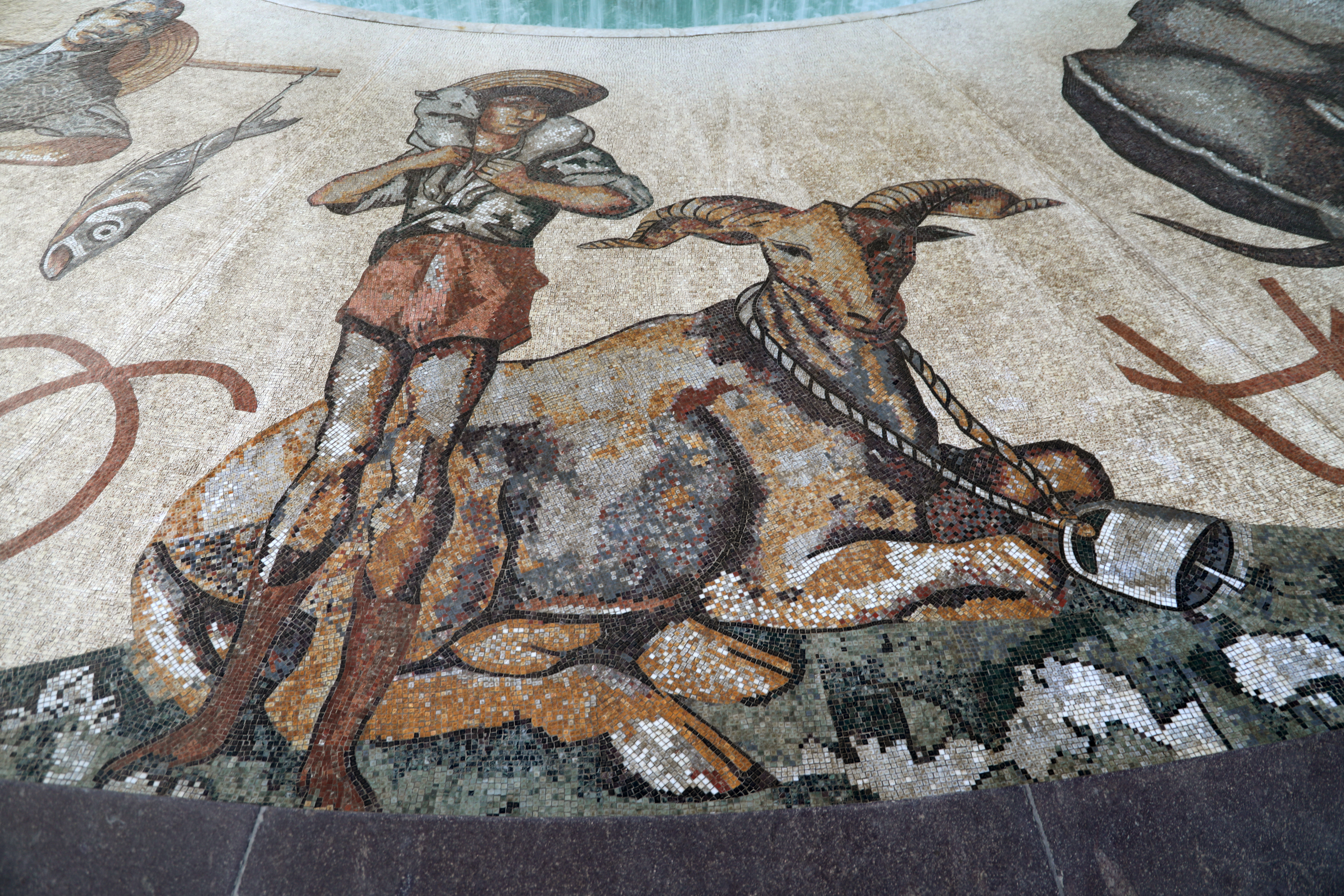
Ariete
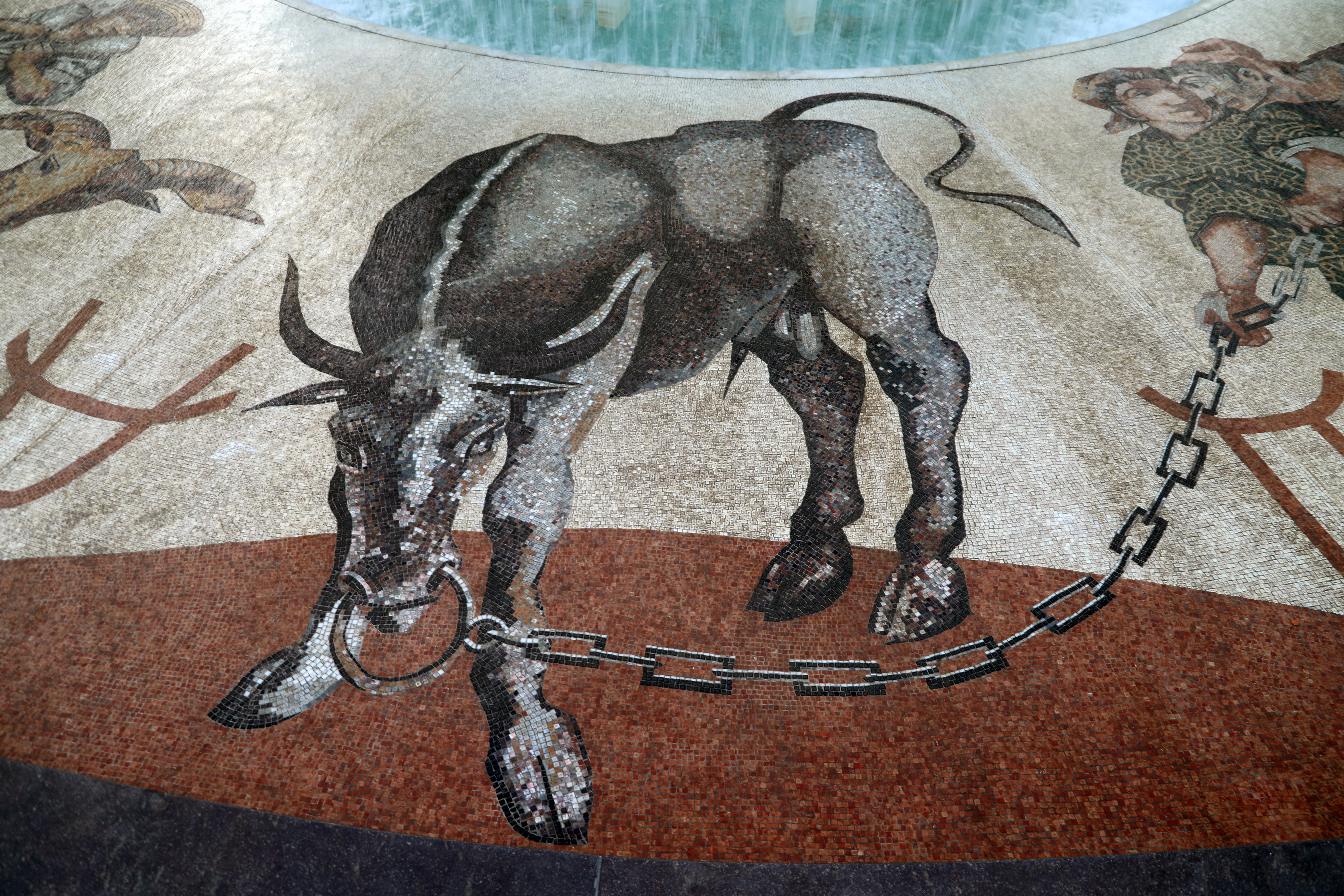
Toro
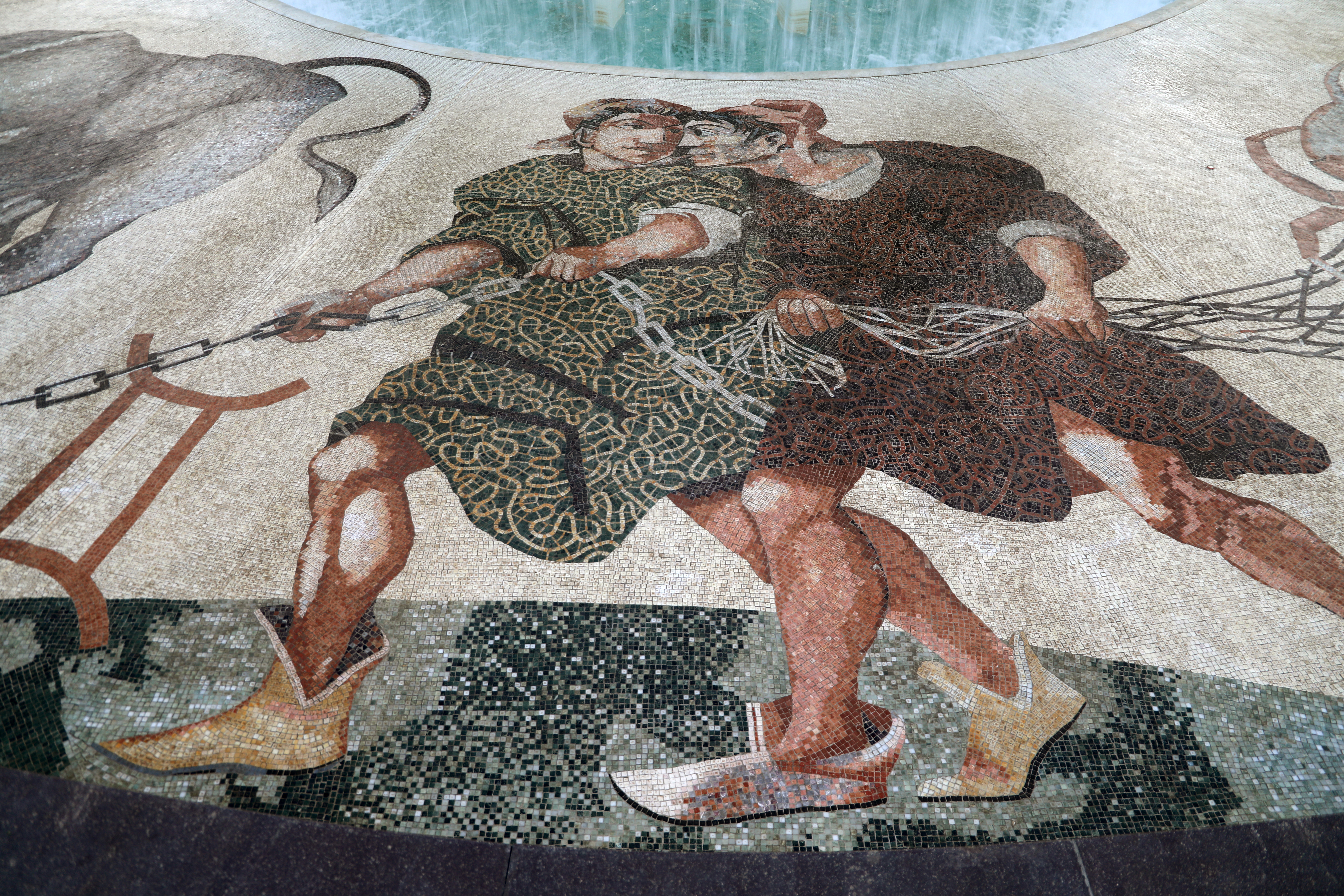
Gemelli
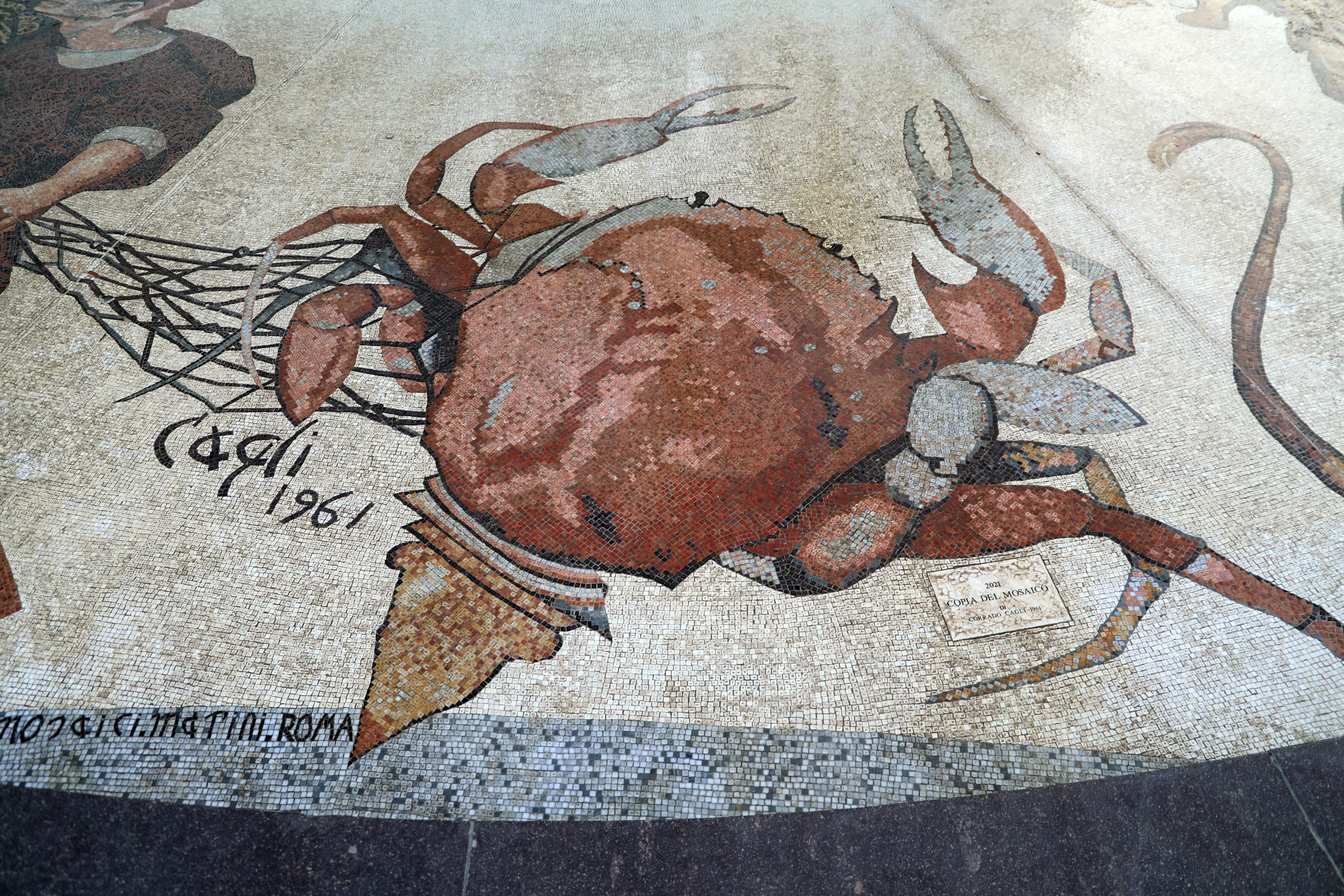
Cancro
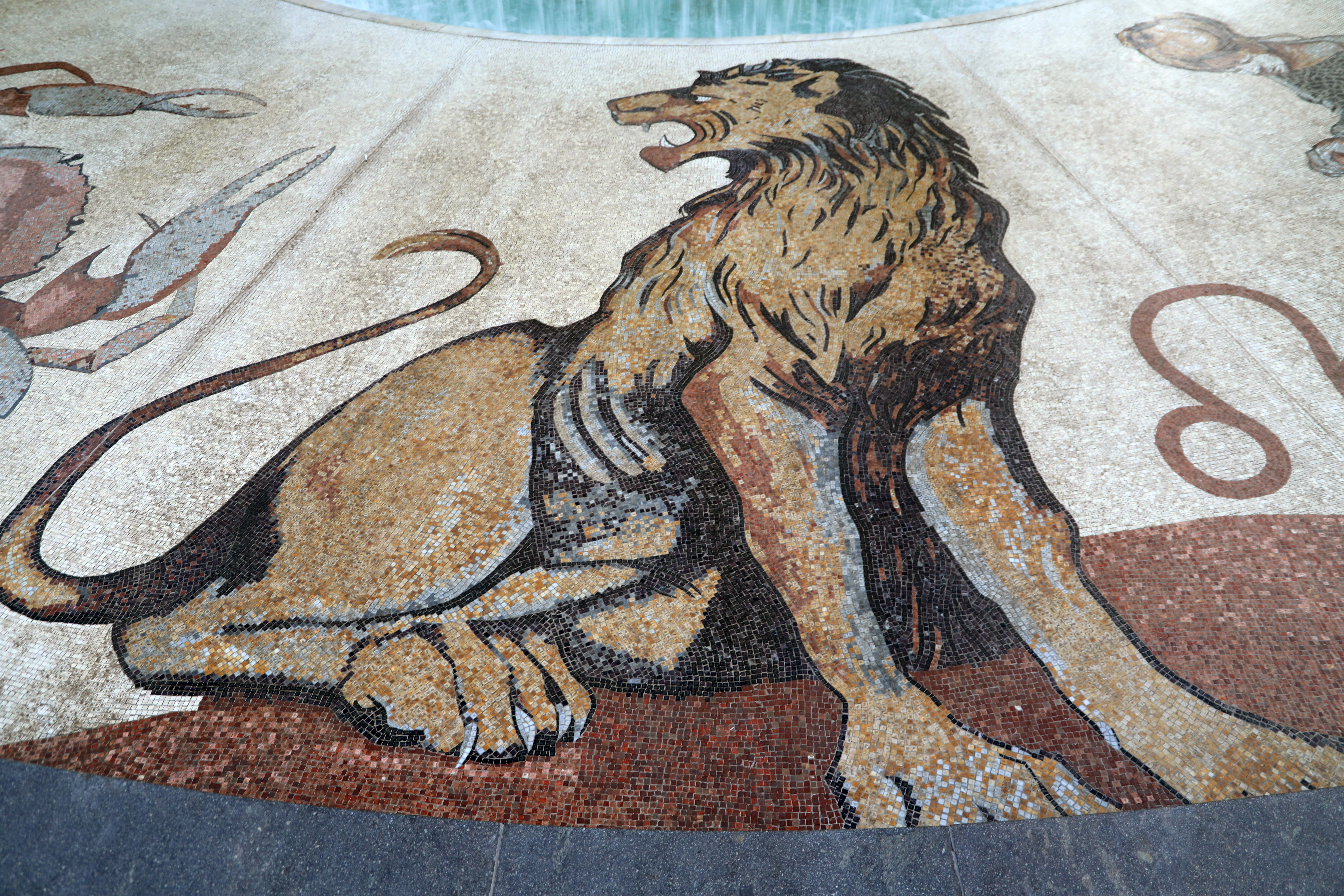
Leone
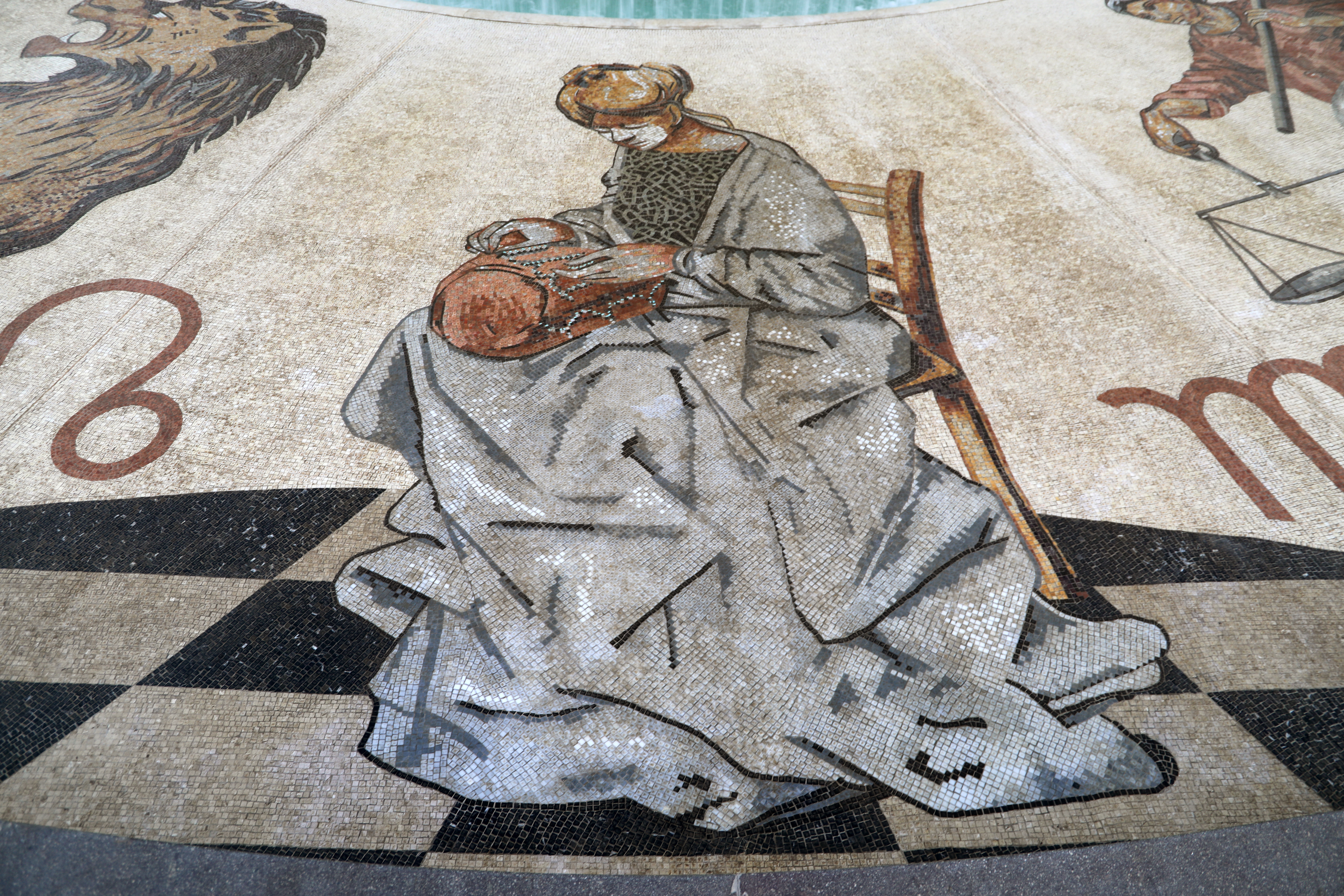
Vergine

- Bilancia
- Scorpione
- Sagittario
- Capricorno
- Acquario
- Pesci